# Čirč
Čirč es un municipio del distrito de Stará Ľubovňa en la región de Prešov, Eslovaquia, con una población estimada a final del año 2024 de 1437 habitantes.
Se encuentra ubicado al noroeste de la región, cerca del río Poprad (cuenca hidrográfica del río Vístula) y de la frontera con  Polonia.

## Demografía
| Año        | 1994 | 2004     | 2014    | 2024     |
| ---------- | ---- | -------- | ------- | -------- |
| Población  | 1014 | 1155     | 1259    | 1437     |
| Diferencia |      | +13,90 % | +9,00 % | +14,13 % |

| Año        | 2023 | 2024    |
| ---------- | ---- | ------- |
| Población  | 1410 | 1437    |
| Diferencia |      | +1,91 % |